# だから恋とよばないで
『だから恋とよばないで』（だからこいとよばないで）は、藤原よしこによる日本の漫画作品。
『Cheese!』（小学館）にて2009年12月号から2011年11月号まで連載された。単行本は全5巻。

## あらすじ
高校2年の秋、産休に入った教師の代理で心のクラスの担任になったのは、気さくで親しみやすい高柳。
ある日、素直な心は好きな人がいることを高柳に見抜かれてしまい、高柳は心の恋に協力してくれることになる。

## 登場人物
鳴瀬 心（なるせ こころ）
声 - 中原麻衣（2010年『最強のちやほやフェア』恋バナ生電話）
17歳。同じクラスの不破に片思い中。おだんご頭がトレードマーク。中3の妹には既に彼氏がおり、恋愛面では完全に負けている。
体育祭の日に失恋してしまい、それまで相談に乗ってくれた高柳のことが次第に気になり始める。
高柳 次郎（たかやなぎ じろう）
25歳。産休に入った教師の代理で心のクラスの担任に。担当は数学。ヘビースモーカー。生徒からは「ジロちゃん」と呼ばれる。父親が有名な政治家で、コネで採用されたと専らの噂。
高校生の時に、出来の悪い自分の唯一の味方でもあった兄・一郎が急死し、兄の秘密の夢だった「教師になる」という夢を代わりに叶えるために教師になった。
不破 恵（ふわ めぐみ）
心のクラスメイト。男子とも群れず、女子にも媚びないクールな男子。成績優秀。
新田（にった）
心のクラスメイト、不破の隣の席。身長183cm。春から欠席を続けていたが、高柳に「隣の席の子はツンデレ美女」と騙され、再び通い始める。心のファーストキスを奪う。心からは「新田さん」と敬語を使われる。
ミヤ
心の友達。おしゃれ好きで、よく心のおだんご頭を整えてくれる。
マユ
心の友達。合コン好きで、心の恋愛にも色々アドバイスをくれる。
梓（あずさ）
心の友達。美人だが男嫌い。
サブロー
学校の中庭をうろついていた野良の小型犬。

## 書誌情報
- 藤原よしこ 『だから恋とよばないで』 〈小学館・Cheese! フラワーコミックス〉 全5巻
  1. 2010年3月26日発売、ISBN 978-4-09-133064-2
  2. 2010年7月26日発売、ISBN 978-4-09-133354-4
  3. 2011年1月26日発売、ISBN 978-4-09-133559-3
  4. 2011年6月24日発売、ISBN 978-4-09-133867-9
  5. 2011年11月25日発売、ISBN 978-4-09-134189-1